# Moadon Kaduregel Maccabi Kabilio Yafo
Il Moadon Kaduregel Maccabi Kabilio Yafo (in ebraico מועדון כדורגל מכבי קביליו יפו‎?), noto in Occidente come Maccabi Kabilio Giaffa, è una società calcistica israeliana con sede a Giaffa. Disputa le partite casalinghe allo Stadio municipale di Holon.
Fu fondato il 24 dicembre 2007 attraverso una sottoscrizione promossa da tifosi del Maccabi Giaffa, nel tentativo di ridare vita allo storico club, disciolto nel 2000.
Alla denominazione dell'antico club è stato aggiunto il nome Kabilio, in memoria di Herzl Kabilio, portiere israeliano degli anni settanta del Maccabi Giaffa, morto di cancro all'età di 35 anni.
Il Maccabi Kabilio Giaffa esordì nel campionato di Liga Gimel, il quinto e ultimo livello del campionato israeliano di calcio, nella stagione 2008-2009.
Il campionato si concluse con la conquista, da parte del Maccabi Kabilio Giaffa, della promozione alla Liga Bet.
La stagione 2009-2010 si concluse con una nuova promozione, stavolta in Liga Alef (la terza serie), ottenuta con il primo posto e con nessuna sconfitta al passivo. Nella stessa stagione, peraltro, il Maccabi Kabilio Giaffa raggiunse i sedicesimi di finale della Coppa di Stato (ove fu eliminato dall'Hapoel Tel Aviv, quell'anno campione d'Israele), divenendo la prima squadra di Liga Bet, fin dalla fondazione di detto campionato nel 1963, a raggiungere un simile obiettivo.
Nel campionato di Liga Alef 2010-2011, il Maccabi Kabilio Giaffa è giunto quarto, qualificandosi ai play-off.
Durante detta stagione, dopo la sconfitta esterna contro l'Ironi Rehovot, ha concluso una lunga imbattibilità, pari a 65 risultati utili consecutivi, record nella storia del calcio in Israele.
Vinti i play-off, ha avuto accesso allo spareggio promozione-retrocessione contro la quattordicesima classificata di Liga Leumit, l'Hakoah Ramat Gan, che però ha avuto la meglio (2-1 per l'Hakoah a Holon e 1-1 a Ramat Gan).
Nella stagione 2011-2012, il Maccabi Kabilio Giaffa disputa di nuovo la Liga Alef.